# Euceriodes pallada
Euceriodes pallada là một loài bướm đêm thuộc phân họ Arctiinae, họ Erebidae.